# Ліліана Пернічева-Перец
Ліліана Пернічева-Перец — болгарська вчена, археолог.

## Життєпис
Народилася 29 травня 1940 року в місті Пловдив. У 1964 році закінчила історичний факультет Софійського університету за спеціальністю археологія та музейна справа. Після цього деякий час була вчителькою історії. З 1972 року працює в Національному археологічному інституті з музеєм. У ньому вона відповідає за відділ праісторії та є авторкою двох великих постійних виставок, створених у 1983 та 2002 роках. У 1977 році на історичному факультеті Софійського університету захистила докторську дисертацію на тему «Архітектура неоліту та енеоліту в Болгарії». Згодом вона стала науковою співробітницею II та I ступеня в Національному археологічному інституті з музеєм при Болгарській академії наук. У 1993 році отримала вчене звання старшої наукової співробітниці ІІ ступеня за наукову роботу «Неолітичні поселення в долині Середньої Струми». З 1996 по 1999 рік читала лекції з доісторичної архітектури в Новому болгарському університеті.
Її інтереси зосереджені на розвитку доісторичних культур у Благоєвградській області та головним чином у долині Середньої Струми. Вона брала активну участь у виїздах і була однією із заступниць керівника великої болгарсько-польської експедиції «Струма» з реєстрації археологічних пам'яток по долині Середньої Струми (1977—1981). Вона є дослідницеб низки доісторичних пам'яток: Струмско-Кайменська Чука (1978—1979), Булгарчево (1974, 1977—1987), Коларово (1980), Ковачево (1981), Катунці, Турський Дол, Марчин (1981), Петрово (1981), Дамяниця (1985, 1988—1989). Ці дослідження лягли в основу досліджень «Доісторичні культури в долині Середньої Струми: неоліт та енеоліт».